# 手裏剣

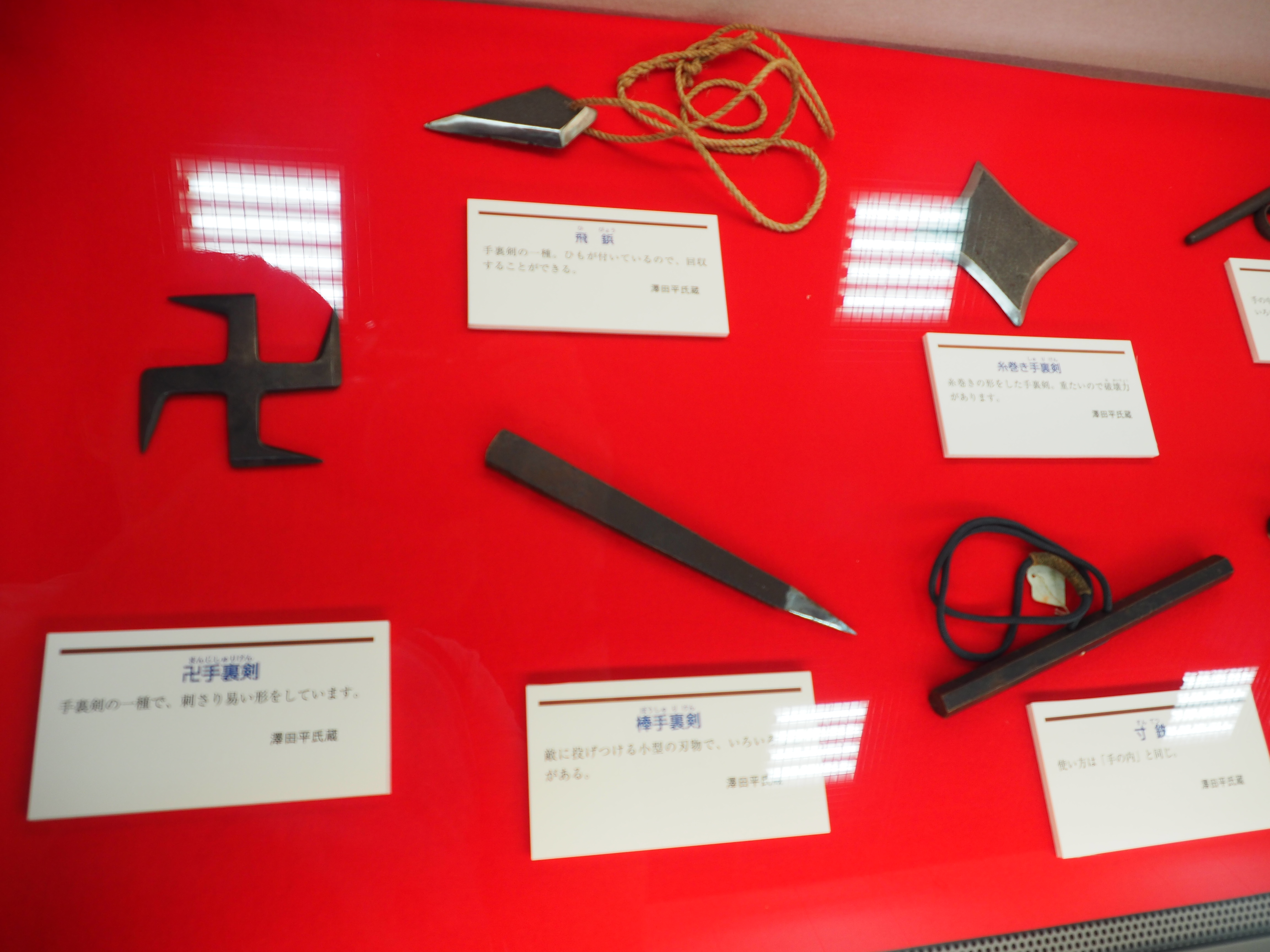
卍手裏剣、棒手裏剣、糸巻き手裏剣、飛鋲（甲賀市くすり学習館）

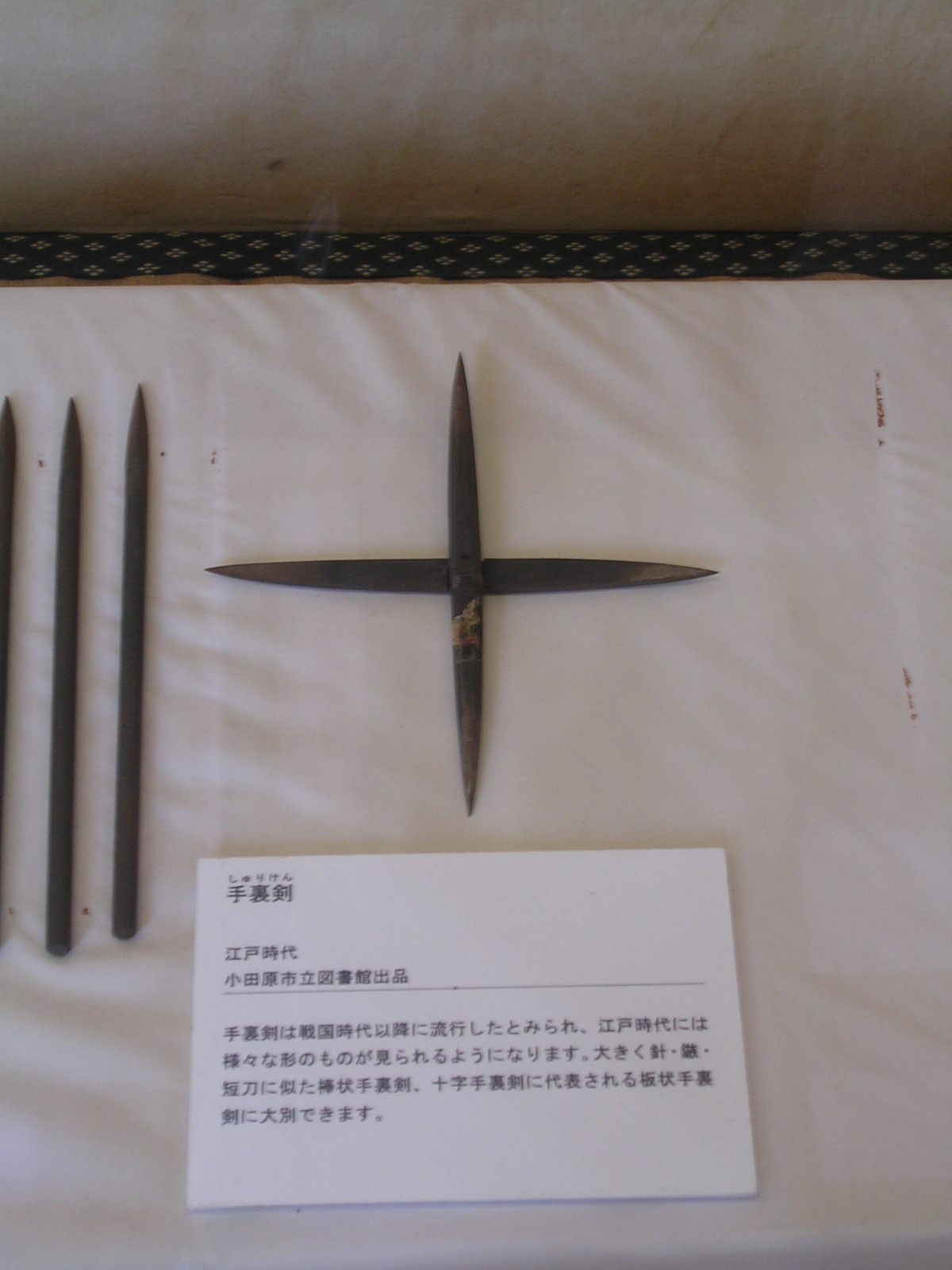
十字手裏剣（小田原城博物館蔵）

手裏剣（しゅりけん）は、日本独自の投てき武器。忍者の主要武器のイメージが強いが、武士や武術家の護身用にも用いられた。投剣、手裡剣、打剣、撃剣、修理剣、修利剣、手離剣、削闘剣、流星、花ち弁ともいわれる。

## 概要
手裏剣には鉄の小棒の片方または両方を鋭く尖らせた棒手裏剣や、十字形や卍形などの鉄板の各辺に刃をつけた車剣などがある。忍者の手裏剣は、流派によっても形状が多様で、短刀や剣のような形のもの、カンザシ型のもの、十字形、角まんじ、八方形のもの、折りたたみでできるものなどがあった。
古武術において一般的に使用されていた手裏剣は、細長い形状の棒状手裏剣だったとされる。棒手裏剣の投てき方法としては、手のひらにのせ、棒手裏剣を中指・人差し指・薬指で挟み、剣尾を親指で押さえ、上段構えから打ち込む方法などがある。この手裏剣は刀の鞘に仕込まれることもあった。
一方、十字形や矢車形の手裏剣は、その一端をつまんで投てきするもので命中率は高いが、特殊なものとされ刀の鞘に仕込むことも困難であった。
武術が生業とされた時代には手裏剣の練習も行われたが、飛び道具のため表看板を出して教授するというようなことはなく各自密かに練習したが、剣道の一部として修業が積まれたとみられる。
手裏剣の所持について銃砲刀剣類所持等取締法は明文で禁止していないものの、刃体の長さが6センチメートルを超える刃物を禁止しており、刃体の長さによっては規制対象となりうる。
刀剣と同じように観賞用の手裏剣もある。

## 武器としての手裏剣

### 形状

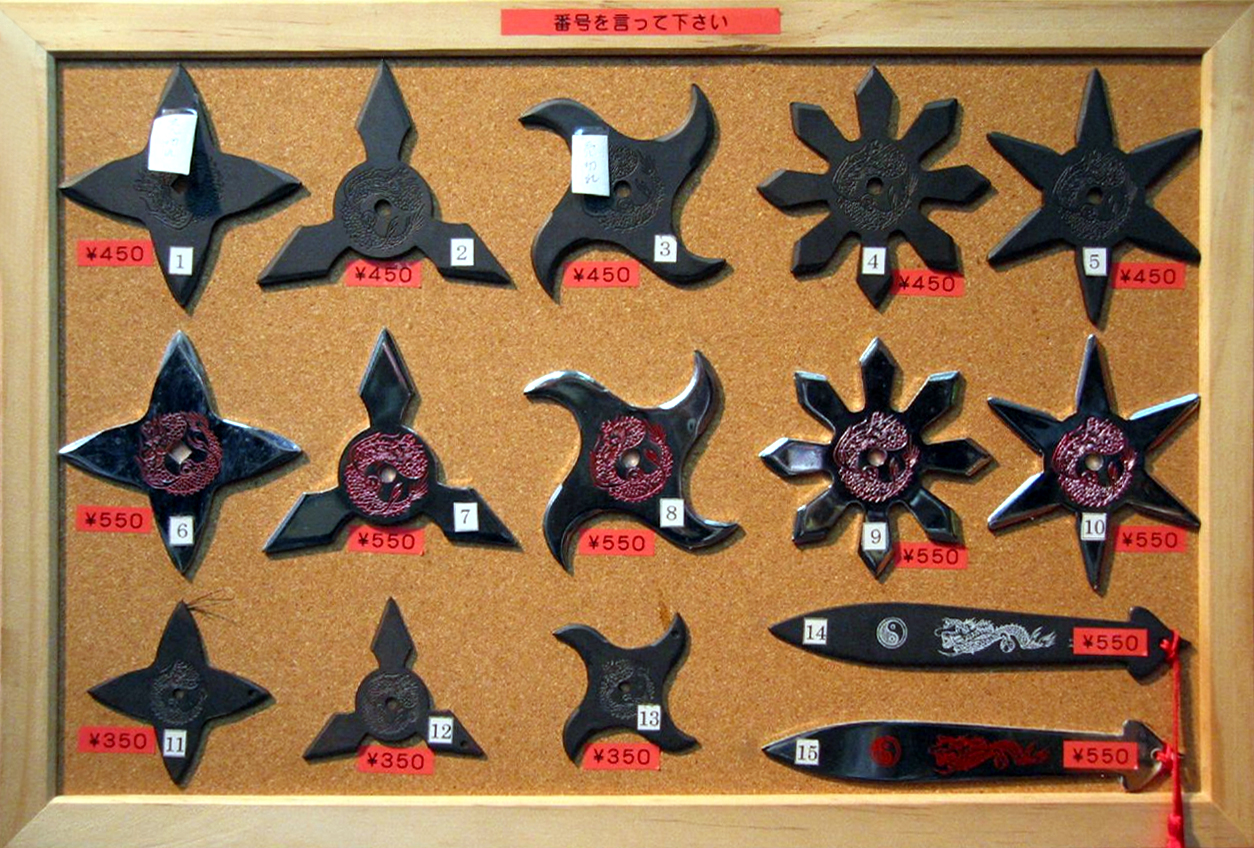
様々な形状の手裏剣。土産物屋で購入可能である。

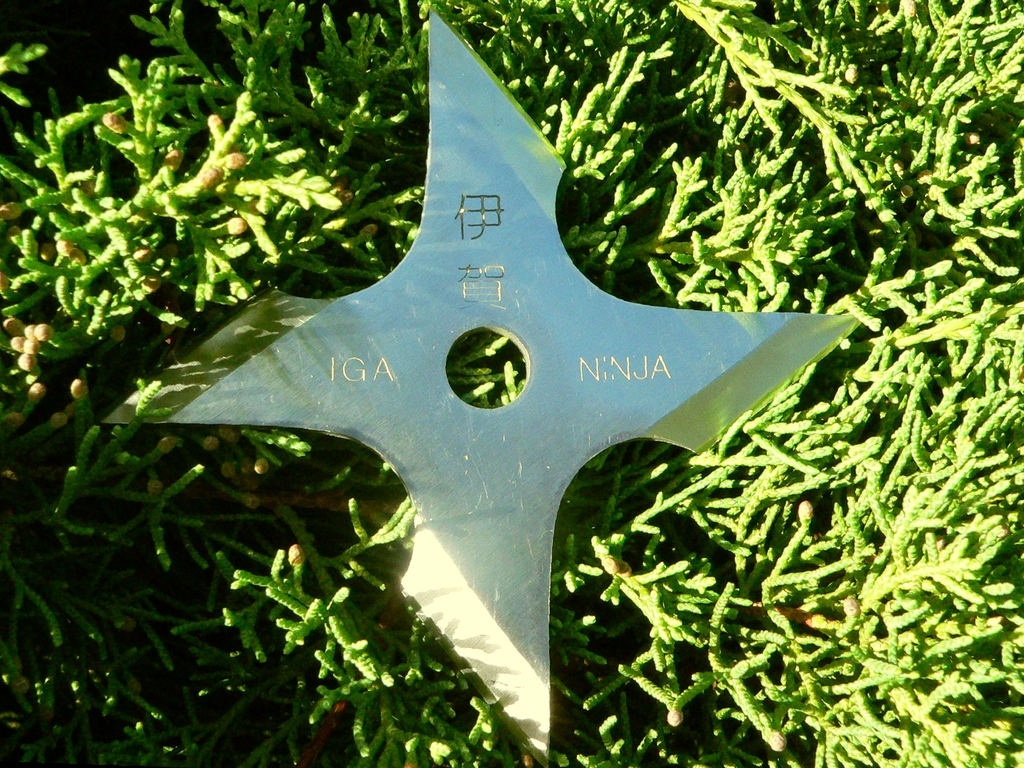
外国製の手裏剣。手裏剣は、海外の忍者愛好家の間で人気がある。

手裏剣には大きく分けて留手裏剣と責手裏剣の種類がある。留手裏剣は忍者専用の忍手裏剣、静定剣、乱定剣がある。手裏剣の大半は忍手裏剣で細かく分けて平型手裏剣（風車型手裏剣）と棒手裏剣の2種類がある。平型手裏剣（風車型手裏剣）は十字形の鉄板に刃をつけたもの、棒手裏剣は鉄でできた小棒の片方または両方をとがらせたものである。静定剣は短刀等を手裏剣代わりに使う技で、乱定剣は緊急にその場をしのぐために近くにある有り合わせの物を何でも投げつける技で、ちゃぶ台返し等がある。責手裏剣は匕首等に毒を塗って相手を殺傷することを目的としており、火勢剣、薬剣、毒剣がある。
平型手裏剣（風車型手裏剣）は投擲時の回転により飛行が安定するため、比較的短期の修練によって命中精度が向上するといわれる。その一方回転音があって相手に勘付かれやすい、携行に不便、などの欠点がある。また、対象に深く突き刺さるわけではないため殺傷力が不十分なこともあり、刃に毒物を塗布することでその欠点を補完することがある。この用途の場合、刃に銅合金を用いることもある。放射状に突出した剣の数により三方剣、四方剣（十字剣）、卍字剣、五方剣、六方剣、八方剣、十方剣、三光剣、糸巻剣、鉄環型手裏剣、折畳十字手裏剣、組合十字手裏剣、車剣。火車剣、鉄毯、鏢刀などがある。
棒手裏剣は単純な形状の武器ではあるが、流派によって長さや重心などに様々なバリエーションがある。携行、殺傷力、投擲音のなさなど平型手裏剣（風車型手裏剣）の欠点を克服しているが、より高度な投擲技術が必要である。携行を容易にするため、両端を刃とする2本の棒手裏剣を中央でハサミのように留め、携行時は閉じて棒状、使用時は開いて十字にする、という形式も見られる。根岸流は前重心の、重めの手裏剣を使うが、これは剣の飛行を安定させるとともに威力を追求しているらしい。針型手裏剣（火箸型手裏剣）、筆型手裏剣（槍穂型手裏剣）、短刀型手裏剣、独鈷型、平板型、楔型、丸棒型、切出型などがある。

### 打法
手裏剣は「投げる」ではなく「打つ」というが、聞き慣れないことから小説などでは作者の配慮で「投げる」と表記されることもある。また、「手裏剣を打つ」ことを打剣ともいう。たとえば棒手裏剣の場合、打剣の方法は大きく分けて3種類ある。
直打法
尖端が上を向くように構える。手から離れた後、尖端がそのまま的を指向して飛翔する投擲法。まっすぐ飛ぶわけではなく、剣で切りつけるように弧を描いて飛翔する。
反転打法（半転打法）
尖端を逆にして持った状態から、「打つ」瞬間に剣を反転させ、「直打法」のように飛翔する投擲法。反転させながら打つが、回転させるわけではない。
回転打法
手から離れた後、回転して的に刺さる投擲法。
これは車剣や西洋のナイフ投げなどに多くみられる投擲方法で、車剣の投擲では剣に回転を与える動作が必要とされる。回転による威力、刺中率の増加などを図った多回転方式である。大型の十字剣（四方剣）の場合、1本の剣を握り、他の1本の剣に指をかけ、腕を打ちおろすように剣を打つことで回転を与える、などの投擲法がある。

### 命中率と威力
雑誌歴史群像が甲賀の里 忍術村の協力のもと2005年頃に実験を行った。
命中率に関する実験では、人間の胸部に相当する130cmの高さに据えた直径30cmの標的(円形の切り株)に対し平形の十字手裏剣で15回の投擲を行った。3mでは7発、4.5mでは4発、6mでは2発の命中が得られた。よって同書では命中精度は高くはないとしているが、標的である切り株に深く突き刺さるもので威力としては一撃必殺であり、それを考慮すれば3mで5割程度の命中率は決して低いとは言えないとしている。また吉福康郎によれば160gの手裏剣を5mの地点から投擲した時、速度は時速55km/h、到達時間が0.33秒というデータがあるとしている。これは到達速度で見た場合野球でのピッチャーの投球に換算した時には時速180km/hを超える剛速球に匹敵するものだとしているが、実際の投擲速度よりも(実戦では)到達速度の方が大切であるという。
威力については、雨中3mの距離から電話帳に5回の投擲を行い検証した。平形の十字手裏剣で平均299ページ、棒手裏剣で平均249ページを貫通し、十字手裏剣の方が威力が高いという結果が得られた。同書によれば、俗に威力では棒手裏剣が、刺さりやすさでは十字手裏剣が有利とされていたが、この実験結果はそれを覆すものであった。歴史群像は回転などを考慮せず力が込められるため十字手裏剣の方が有利となったのではと考察している。その他、十字手裏剣はビールの入ったアルミ缶を造作もなく切り裂き、棒手裏剣は約3m先のスイカをほぼ貫通した。なおスイカについては十字手裏剣は深々とめり込みはしたものの、貫通はしなかった。

## 現代における手裏剣

### テレビから生まれた手裏剣
「卍」型の手裏剣は、テレビ時代劇『隠密剣士』で、同作のプロデューサー西村俊一が、忍者の小道具として発案したものである。その形状も、「先が尖っていては危ないから卍にした」というもので、西村は「後から出てきた番組などで、さもそういう物が昔本当にあったように描かれたものが多くて、おかしなことだなと思って観ていました」とコメントしている。

### スポーツとしての手裏剣
教養教育のスポーツ実技で居合道などとともに取り入れられる例がある。
また、手裏剣普及協会が開発したスポーツ手裏剣では、突起部にマジックテープを付けたウレタンフォーム製の車手裏剣や、特殊ウレタン棒に麻紐を巻き先端にマジックテープを付けた棒手裏剣を用いる。
ほか、手裏剣型の赤外線レーザー銃を使用した、一般社団法人NinjaTAG協会による次世代忍者スポーツ・e-Ninjaというものもある。

### 遊具としての手裏剣

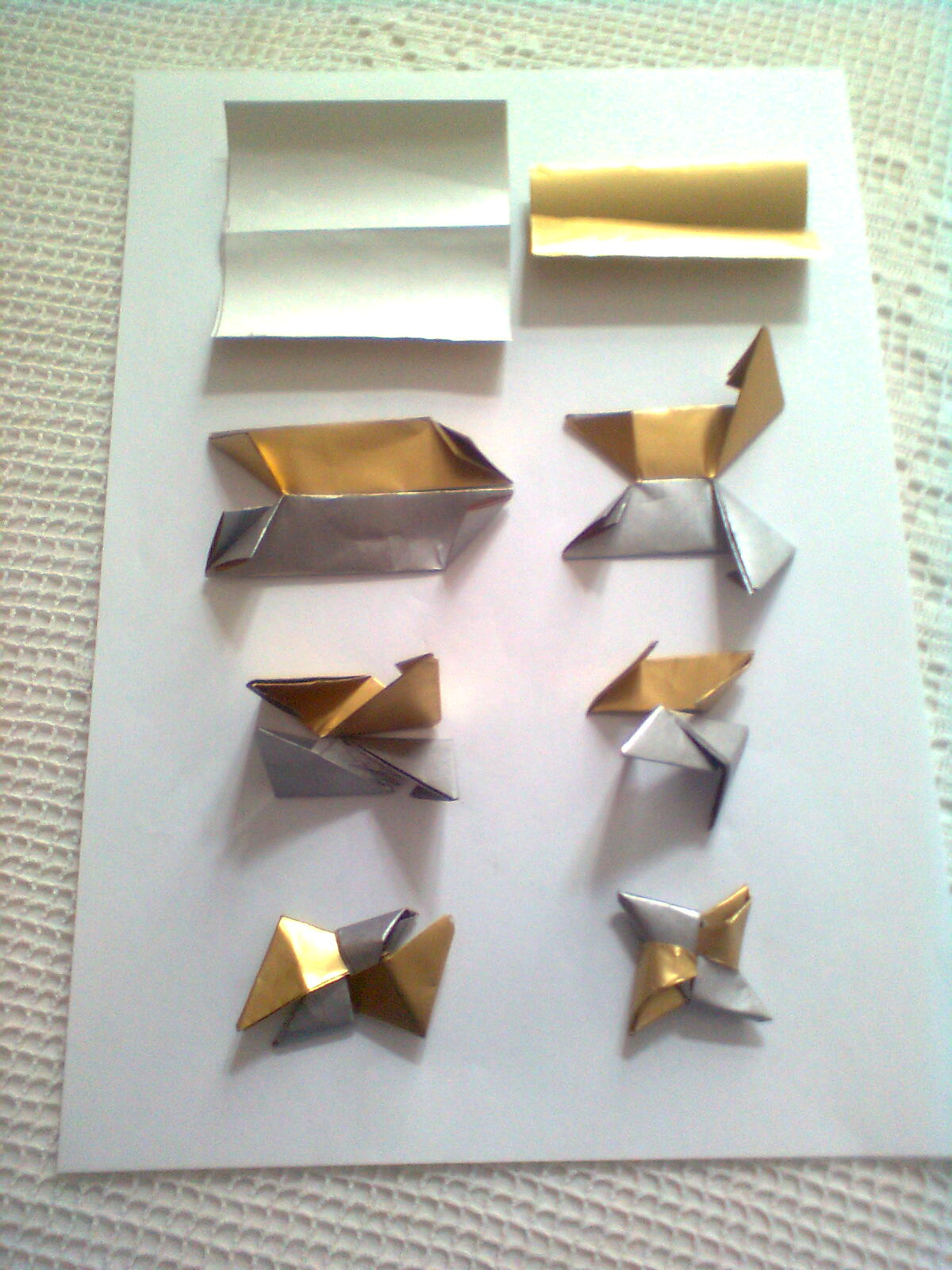
折り紙の手裏剣

子供のおもちゃにも模倣されているが、安全性を考慮し、中を空洞にしたプラスチック製の物が多い。また、折り紙で製作されることもある。
ただその一方で、かつては釘ナイフを手裏剣に見立て投擲する遊びもあった。こういった自作刃物は「釘手裏剣」とも呼ばれた。

### 忍者体験施設
甲賀流忍者屋敷（滋賀県甲賀市）、戸隠流忍法資料館（長野県長野市）、伊賀流忍者博物館（三重県伊賀市）などの忍者体験施設では手裏剣打ちの体験アトラクションなどが設けられている。

## 手裏剣術を含む主な流派
- 専門流派
  - 上遠野流
  - 白井流
- 手裏剣術を含む流派
  - 根岸流
  - 山本流
  - 知新流
    - 温故知新流
    - 丹羽流

  - 新陰流
  - 香取神道流
  - 本覚克己流
  - 諸賞流
  - 講武実用流
  - 立身流
  - タイ捨流
  - 円明流
- 現代流派
  - 一空流（根岸流と白井流を合わせた流派）
  - 明府真影流
  - 八角流
  - 無冥流

## 関連書籍
- 山下陽子（原作） ヤマシタサツキ（絵）『ある日突然ダンナが手裏剣マニアになった (爆笑コミックエッセイ) 』 リーダーズノート株式会社 2011年9月30日初版 ISBN 4903722376